# Larissa Bogoras
Larissa Iossifowna Bogoras (russisch Лари́са Ио́сифовна Богора́з(-Брухман), vollständiger Name: Larissa Iossifowna Bogoras-Bruchman, Bogoras war der Nachname ihres Vaters und Bruchman der ihrer Mutter; * 8. August 1929 in Charkiw, Ukrainische SSR, Sowjetunion; † 6. April 2004 in Moskau, Russland) war eine sowjetische Menschenrechtsaktivistin und Dissidentin. International bekannt wurde sie durch ihre Teilnahme an der Demonstration der Sieben am 25. August 1968 auf dem Roten Platz gegen den Einmarsch der Truppen des Warschauer Paktes in Prag. Schon vorher hatte sie 1965 ihren ersten Mann Juli Markowitsch Daniel und Andrei Donatowitsch Sinjawski während deren Dissidentenprozess öffentlich verteidigt.

## Leben und Werk
Die Eltern von Larissa Bogoras waren Mitglieder der KPdSU und hatten im russischen Bürgerkrieg auf Seiten der Bolschewiki gekämpft. Während der stalinistischen Säuberungen wurde ihr Vater, Josif Aronowitsch Bogoras (1896–1985), 1936 unter dem Vorwurf „trotzkistischer Tätigkeit“ verhaftet und verurteilt.
Sie selbst studierte an der Universität Charkiw Sprach- und Literaturwissenschaften. Das Studium schloss sie 1950 ab; im selben Jahr heiratete sie Juli Markowitsch Daniel; aus der Ehe ging ein Sohn hervor. Bis 1961 unterrichtete Bogoras Russisch an verschiedenen Schulen. Danach begann sie am Institut für Russische Sprache der Akademie der Wissenschaften der UdSSR an ihrer Promotion im Bereich Mathematische und Strukturelle Linguistik zu arbeiten. 1964/65 lebte sie, nachdem sie sich von ihrem Mann getrennt hatte, in Nowosibirsk und lehrte Linguistik an der dortigen Staatlichen Universität. Ihre 1965 erfolgreich abgeschlossene Promotion wurde ihr 1978 von staatlichen Behörden wieder aberkannt. 1990 wurde dieser willkürliche Verwaltungsakt revidiert.
Larissa Bogoras war von Anfang an informiert über die regimekritische Literatur ihres Mannes Juli Daniel, welche dieser mit Hilfe von Andrei Sinjawski ins westliche Ausland schmuggelte. Dort erschien 1963 erstmals ein Sammelband seiner Werke unter Pseudonym. Ihr Mann wurde 1965 nach einem Besuch bei ihr in Nowosibirsk verhaftet. Gemeinsam mit Sinjawskis Ehefrau setzte sie sich öffentlich für die Freilassung ihrer Ehemänner ein. In den folgenden zwei Jahren besuchte sie ihren Mann regelmäßig im Lager DubrawLag in der  Mordwinischen ASSR. Sie lebte wieder in Moskau und ihre Wohnung wurde ein Treffpunkt und Ort des Austauschs, an dem Verwandte auf dem Weg zu Besuchen in Lagern Halt machten, und wo ehemalige Gefangene nach ihrer Entlassung vorübergehend Unterschlupf fanden. Viele Auswärtige hatte sie selbst während ihrer Lagerbesuche auf regimekritische Diskussionen in Moskau aufmerksam gemacht. Larissa Bogoras gelang es als erster, durch ihre Erklärungen und Briefe die politischen Gefangenen in der Sowjetunion ins Bewusstsein der Öffentlichkeit zu bringen. Sie wurde vom KGB überwacht. Im Nachhinein wird die Periode als Gründungszeit der Menschenrechtsbewegung in der UdSSR bezeichnet und Bogoras als eine zentrale Akteurin.
Weltweite Aufmerksamkeit erregte ihr gemeinsam mit Pawel Litwinow verfasster Aufruf „An die Weltgemeinschaft“ vom 11. Januar 1968, in dem sie gegen die Rechtsverletzungen im Prozess gegen Alexander Iljitsch Ginsburg protestierten. Es war das erste Mal, das sich ein solches Schreiben nicht an die kommunistische Partei, an Behörden oder an die gleichgeschaltete Presse wandte, sondern direkt an die Öffentlichkeit. Es wurde in der Folge mehrfach von ausländischen Rundfunkstationen ausgestrahlt, wodurch vielen Bürgern der Sowjetunion erstmals bekannt wurde, dass es auch in ihrem Staat eine Opposition gab, welche sich für die Verteidigung grundlegender Menschenrechte einsetzt. In der Folge gab es Solidaritätsbekundungen und die Bewegung gewann weitere Mitglieder. Auch in den folgenden Zeit unterzeichnete Bogoras viele Menschenrechtstexte.
Am 25. August 1968 nahm sie an der Demonstration der Sieben auf dem Roten Platz in Moskau gegen den Einmarsch der Truppen des Warschauer Pakts in Prag teil, obwohl ihr viele Mitaktivisten davon abgeraten hatten, sich als führende und bekannte Persönlichkeit des Widerstands derart öffentlich zu präsentieren. Wie von diesen vorab befürchtet, wurde sie verhaftet und später zu vier Jahren Verbannung in Sibirien verurteilt. Dort war sie als Arbeiterin in einer Holzfabrik beschäftigt.
Nach ihrer Rückkehr nach Moskau 1972 zog sich Bogoras weitgehend aus der öffentlichen Arbeit der Dissidentenbewegung zurück. Aktives Mitglied war sie wieder im „Komitees zur Verteidigung von Tatjana Welikanowa“ 1979/80. Gelegentlich verfasste sie noch allein oder mit anderen Aufrufe wie beispielsweise den gegen die Ausweisung von Alexander Solschenizyn, in dem auch eine Veröffentlichung seines Buches Archipel Gulag und anderer Materialien gefordert wurde, um die Öffentlichkeit über die Verbrechen während der Zeit des Stalinismus zu informieren. In einem persönlichen Brief an den damaligen KGB-Chef Juri Andropow erklärte sie, dass sie beginnen werde, selbstständig historische Informationen über die Repressionen des Stalinismus zu sammeln, da sie nicht daran glaube, dass der Geheimdienst je seine Archive freiwillig öffnen würde. Diese Initiative war einer der Auslöser zur Herausgabe des Sammelwerks „Pamjat“ im Samisdat zwischen 1976 und 1984. Nur selten wurden noch Artikel von ihr in der ausländischen Presse veröffentlicht. Mit ihrem zweiten Ehemann Anatoli Martschenko schrieb sie unter dem Pseudonym „M. Tarusjewitsch“ 1976 einen Artikel zur internationalen Entspannungspolitik. Anfang der 1980er Jahre forderte sie von der britischen Regierung ein humaneres Verhalten gegenüber den inhaftierten IRA-Gefangenen. Dies löste lebhafte Diskussionen aus.
Mehrfach wandte sich Bogoras auch mit der Forderung nach einer umfassender Amnestie für alle politischen Gefangenen an die sowjetische Regierung. 1986 machte sie gemeinsam mit Cofija Kalistratowa, Michail Gefter und Alexander Pinchossowitsch Podrabinek dazu einen neuen Anlauf, welcher von weiteren bekannten sowjetischen Künstlern und Kulturschaffenden unterstützt wurde. Daraufhin ließ Michail Gorbatschow ab Januar 1987 die ersten politischen Gefangenen frei. Für Anatoli Martschenko, den zweiten Ehemann von Larissa Bogoras, kam dies leider zu spät. Er war im Dezember 1986 im Gefängnis in Tschistopol verstorben.
Larissa Bogoras setzte ihre öffentliche Arbeit auch nach dem Zusammenbruch der Sowjetunion fort. Sie nahm an der Vorbereitung des „Internationalen Gesellschaftlichen Seminars“ 1987 teil und wurde im Herbst 1989 Mitglied der Moskauer Helsinki-Gruppe, in der sie zeitweise stellvertretende Vorsitzende war. Von 1993 bis 1997 war sie Vorstandsmitglied der russisch-amerikanischen Projektgruppe für Menschenrechte. Von 1991 bis 1996 führte sie Seminare zu Menschenrechtsfragen für Nichtregierungsorganisationen in der ehemaligen Sowjetunion durch.
Noch kurz vor ihrem Tod veröffentlichte sie einen offenen Brief, in dem sie sowohl die Bombenabwürfe der NATO auf Jugoslawien als auch den Irakkrieg von 2003 verurteilte. Larissa Bogoras starb am 6. April 2004 im Alter von 74 Jahren nach mehreren Schlaganfällen.
Ihr Grabmal befindet sich auf dem Chowanskoje-Friedhof.

## Werke
- Цветы на перелоге (повесть для детей, с Б. Харчуком и Я. Гарбузенко). М.: Молодая гвардия, 1960.
- Сны памяти. Харьков: Права людини, 2009.